# SKF-77434
SKF-77,434 je lek koji deluje kao selektivan parcijalni agonist dopaminskog D1 receptora. On ima stimulansne i anoreksične efekte. Za razliku od drugih D1 agonista sa većom efikasnošću poput SKF-81,297 i 6-Br-APB, SKF-77,434 ne održava samoadministraciju u životinjskim studijama, te je bio ispitivan kao potencijalni treatman za kokainsku adikciju.